# 青田浩子
青田 浩子（あおた ひろこ、1966年9月1日 - ）は、日本の元女優・タレント。本名同じ。
兵庫県神戸市出身。堀越高等学校、武蔵野女子大学短期大学部家政科卒業。

## 来歴・人物
野球評論家の青田昇の五女で、妹は、元女優の青田恵子。母の影響によりローマ・カトリック信徒。小学生時代はアグネス・チャンに夢中になり、中学生時代は赤いシリーズの山口百恵に憧れるという少女時代を送る。1983年8月、「ミス・ミスター映画コンテスト」で約7500人の応募者の中グランプリを受賞し、1984年、映画『月の夜 星の朝』のヒロイン役でデビュー。また、同時に歌手デビューも果たす。
1985年9月から、テレビ東京『おはようスタジオ』の司会を務めたほか、1980年代中頃から1990年代初めにかけて数々の映画・ドラマにも出演したが、現在は芸能活動を休止している。

## 出演

### テレビドラマ
- ジャンプアップ!青春（1986年、日本テレビ）
- 早春物語－私、大人になります－（1986年、TBS）
- 太陽にほえろ! 第714話「赤ちゃん」（1986年、日本テレビ） - 清水かすみ
- 長七郎江戸日記 第115話「殺しの配達人」（1986年、日本テレビ） - お琴
- このこ誰の子? 第9話「父たちの戦争」（1986年、フジテレビ） - 河合加代
- 時にはいっしょに 第11話（1986年、フジテレビ） - 若林
- おんなは一生懸命 （1987年、TBS） - 幸子
- 超人機メタルダー（1987年 - 1988年、テレビ朝日） - 仰木舞
- 傑作時代劇 / しぶとい連中（1987年、テレビ朝日） - およし
- 花王名人劇場 / ザ・トラベルマン2（1988年、関西テレビ）
- 名奉行 遠山の金さん 第1シリーズ 第13話「消えた美女たち」（1988年、テレビ朝日） - おさよ
- ドラマ23 / オトコたちに乾杯（1989年、TBS）
- さすらい刑事旅情編II 第13話「レイプ! 古都鎌倉3年目の殺意」（1990年、テレビ朝日）
- 花王 愛の劇場 / 一緒に暮らしたい（1990年、TBS）
- 火曜ミステリー劇場 / 「スーパービュー踊り子」同窓会殺人旅行（1991年、テレビ朝日）

### 映画
- 月の夜 星の朝（1984年、東宝） - ※主演・梁川りお
- 化身（1986年、東映） - 杏子
- BE FREE!（1986年、東映） - 愛ひろ子
- 俺は男だ! 完結編（1987年、松竹）
- 劇場版 超人機メタルダー（1987年、東映） - 仰木舞

### バラエティ番組
- おはようスタジオ（1985年10月 - 1986年4月、テレビ東京） - 司会

### 舞台
- 幻に心もそぞろ狂おしのわれら将門（1988年、劇団夜想会）

### CM
- 数研チャート式
- グリコパピコ／フロート（1984年）

## 音楽

### シングル
| 発売年月日     | A面 B面 | タイトル         | 作詞              | 作曲     | 編曲     | レコード品番 | レーベル     | 備考                                                   |
| 1984年 5月25日 | A 面    | 月の夜 星の朝    | 本田恵子 売野雅勇 | 井上大輔 | 井上大輔 | 7JAS-7       | 徳間ジャパン | 映画「月の夜 星の朝」主題歌 グリコ「フロート」CMソング |
| 1984年 5月25日 | B 面    | 青春方程式       | 売野雅勇          | 井上大輔 | 井上大輔 | 7JAS-7       | 徳間ジャパン | 数研チャート式CMソング                                 |
| 1984年 9月25日 | A 面    | ロマンチック街道 | 売野雅勇          | 井上大輔 | 鷺巣詩郎 | 7JAS-12      | 徳間ジャパン |                                                        |
| 1984年 9月25日 | B 面    | 哀愁急行         | 売野雅勇          | 井上大輔 | 鷺巣詩郎 | 7JAS-12      | 徳間ジャパン |                                                        |

### アルバム
- ひろこ…綿菓子の頃（徳間ジャパン / 1984年）

| A面 B面 | 曲順 | 曲名                   | 作詞              | 作曲     | 編曲     |
| A面     | 1    | 月の夜 星の朝          | 本田恵子 売野雅勇 | 井上大輔 | 井上大輔 |
| A面     | 2    | あなたとテンダリー気分 | 竜真知子          | 小川哲夫 | 入江純   |
| A面     | 3    | 恋人たちの曲がり角     | 竜真知子          | 小川哲夫 | 入江純   |
| A面     | 4    | Rio                    | 中間香織          | 惣領泰則 | 惣領泰則 |
| A面     | 5    | 哀愁急行               | 売野雅勇          | 井上大輔 | 鷺巣詩郎 |
| B面     | 1    | ロマンチック街道       | 売野雅勇          | 井上大輔 | 鷺巣詩郎 |
| B面     | 2    | 昨年…綿菓子の頃        | 本田恵子          | 芹澤廣明 | 梅垣達志 |
| B面     | 3    | レイニー・パーク       | 本田恵子          | 芹澤廣明 | 梅垣達志 |
| B面     | 4    | 青春方程式             | 売野雅勇          | 井上大輔 | 井上大輔 |
| B面     | 5    | 月の夜 星の朝PART2     | 売野雅勇          | 井上大輔 | 惣領泰則 |